# کیتی پورتر
کَترین مور پورتر (به انگلیسی: Katherine Moore Porter؛ زاده ۳ ژانویه ۱۹۷۴) سیاستمدار، استاد حقوق و وکیل آمریکایی است که از سال ۲۰۱۹ نماینده ایالات متحده از حوزه ۴۵ کنگره‌ای کالیفرنیا است. او اولین دموکراتی است که به نمایندگی از این حوزه که بخش اعظم اورنج کانتی در جنوب مرکزی از جمله ایرواین، تاستین و لیک فارست را به همراه بخش‌های بزرگی از آناهیم و لاگونا نیگوئل پوشش می‌دهد، انتخاب شده. به دلیل تغییر حوزه‌بندی، پورتر برای انتخاب مجدد در سال ۲۰۲۲، این بار از حوزه ۴۷ کنگره‌ای کالیفرنیا، نامزد شده‌است.
پورتر از دانشگاه ییل و مدرسه حقوق هاروارد فارغ‌التحصیل شد و در چندین دانشگاه از جمله دانشگاه کالیفرنیا، ایرواین، مدرسه حقوق ویلیام اس. بوید و دانشگاه آیووا، حقوق تدریس کرده‌است. او قائم مقام رئیس کاکس (فراکسیون) ترقیخواه کنگره است و به دلیل سؤالاتش در جلسات استماع کنگره مورد توجه رسانه‌ها قرار گرفته‌است.

### تصدی

#### سؤال کنگره
پورتر به دلیل سؤالات تیزبینانه خود از مقامات در طول جلسات کنگره، که اغلب از وسایل کمک بصری مانند وایت بورد استفاده می‌کرد، مورد توجه قرار گرفت.

## مواضع سیاسی

### سقط جنین
پورتر برای سابقه رای دادنش مربوط به سقط جنین از NARAL Pro-Choice America درجه ۱۰۰٪ و از Susan B. Anthony Pro-Life America درجه F دارد. او با لغو رو در برابر وید مخالفت کرد، آن را «وحشتناک… نه فقط برای زنان، بلکه برای همه آمریکایی ها» خواند.

## زندگی شخصی
پورتر در سال ۲۰۰۳ با متیو هافمن ازدواج کرد که از او صاحب سه فرزند شد. او در طول مبارزات انتخاباتی خود گفت که ازدواجش با آزار جسمی و روحی همراه بوده‌است. به گفته پورتر، هافمن او را مشت زده، دختر یک ساله‌اش را به آشپزخانه هل داد، خود او را تهدید به کشتن کرد و توهین‌های وقیحانه ای به خانواده‌اش کرد. پورتر در سال ۲۰۱۳ از دادگاه خواستار حکم حمایتی علیه او شد. آنها در همان سال طلاق گرفتند. پورتر اکنون یک مادر مجرد است که حضانت فرزندانشان را بر عهده دارد. نام دخترش بتسی از الیزابت وارن گرفته شده‌است.